# 富樫晴貞
富樫晴貞（とがし はるさだ）是戰國時代的武将。富樫氏26代当主。加賀国野野市城主。

## 經歷
富樫稙泰的次男。初名為泰绳（やすつな/やすつぐ）。
享禄4年（1531年），父親和兄長・泰俊因為加賀一向一揆的内乱而被捕后繼承家督。接受了室町幕府12代将軍・足利义晴的偏諱改名晴泰（はるやす）改名。接著又改名為晴貞。
之後在一定程度上保持了勢力，元亀元年（1570年）呼應織田信長與本愿寺勢力敵対，居城野野市城遭到一向一揆勢力的籠城而戰敗自殺。家督由逃亡的兄・泰俊繼承。

## 脚注
1. ↑  從富樫高家開始的話則為17代当主。
2. ↑  大小一揆。